# منطقة وصاية سانغاو
سانغاو  (بالإندونيسية: Kabupaten Sanggau)‏ هي منطقة وصاية تقع في إندونيسيا في كالمنتان الغربية. يقدر عدد سكانها بـ 422,448 نسمة (احصاء 2014) ومساحتها 12,857.70 كم2 وترتفع عن سطح البحر 200-400 متر. سانغاو هي واحدة من أربع مناطق في كاليمانتان الغربية التي يغلب عليها الطابع الكاثوليكي.

## أعلام
- كورنيليس